# New Haven (Iowa)
New Haven è un census-designated place (CDP) degli Stati Uniti d'America, situato nello stato dell'Iowa, nella contea di Mitchell. Secondo il censimento del 2020 gli abitanti di New Haven ammontavano a 77.

## Storia
New Haven fu fondata intorno al 1883 ed in città era presente un negozio di alimentari dal 1878.